# Акиносун, Моролаке
Морола́ке Аки́носун (англ. Morolake Akinosun; род. 17 мая 1994, Лагос, Нигерия) — американская легкоатлетка нигерийского происхождения, специализирующаяся в спринтерском беге. Олимпийская чемпионка 2016 года, чемпионка мира 2017 года в эстафете 4×100 метров. Победительница Панамериканских игр (2015). Чемпионка США (2017).

## Биография
Имеет двойное гражданство. Родилась в нигерийском Лагосе, но уже в 2 года переехала вместе с семьёй в США.
В 2012 году поступила в Иллинойсский университет, но когда через год стала тренироваться у Тони Бафорд-Бейли, перешла к ней в Техасский университет. Моролаке ещё со школьных времён показывала неплохие результате, но в Остине ей удалось по-настоящему реализовать себя. В 2014 году она установила высокий личный рекорд на стометровке, пробежав её за 11,04 в забеге на студенческом чемпионате США (в финале стала второй).
Участвовала в Панамериканских играх 2015 года в Торонто, где в эстафете 4×100 метров выиграла золото с рекордом соревнований.
На отборочном чемпионате США 2016 года заняла 4-е место в беге на 100 метров. Тогда же она впервые в карьере показала на этой дистанции время из 11 секунд, причём сделала это дважды, в забеге (10,99) и в финале (10,95). Этот успех позволил ей поехать на Олимпийские игры в Рио-де-Жанейро. В Бразилии она бежала заключительный этап эстафеты 4×100 метров в предварительном забеге. Однако с первого раза пройти в финал не получилось: американкам помешали соперницы, они потеряли палочку, и до Моролаке очередь так и не дошла. После удовлетворённого протеста судьи разрешили команде США провести перебежку в том же составе. В полном одиночестве девушки без проблем показали нужный результат (41,77) и добрались в финал по времени. В решающем забеге вместо Акиносун на старт вышла Тори Боуи. Американки стали чемпионками, опередив команды Ямайки и Великобритании.
В марте 2017 года впервые в карьере выиграла чемпионат США, установив в финале бега на 60 метров личный рекорд — 7,08. На летнем чемпионате страны финишировала четвёртой на дистанции 100 метров (11,12) и отобралась в эстафетную команду на чемпионат мира. На мировом первенстве Акиносун бежала в финале эстафеты 4×100 метров, где помогла команде США одержать уверенную победу.
Имеет высшее образование в области естествознания. У Моролаке есть две сестры, Анджола и Морийике (также выступает в спринтерском беге).

## Основные результаты
| Год  | Турнир                                  | Место проведения          | Дисциплина       | Место      | Результат |
| ---- | --------------------------------------- | ------------------------- | ---------------- | ---------- | --------- |
| 2012 | Панамериканский чемпионат среди юниоров | Медельин, Колумбия        | эстафета 4×100 м | 1-е        | 43,97     |
| 2015 | Панамериканские игры                    | Торонто, Канада           | 100 м            | 11-е (1/2) | 11,29     |
| 2015 | Панамериканские игры                    | Торонто, Канада           | эстафета 4×100 м | 1-е        | 42,58     |
| 2016 | Олимпийские игры                        | Рио-де-Жанейро, Бразилия  | эстафета 4×100 м | 1-е (заб.) | 41,77     |
| 2017 | Чемпионат мира по эстафетам             | Нассау, Багамские Острова | эстафета 4×100 м | —          | DNF       |
| 2017 | Чемпионат мира                          | Лондон, Великобритания    | эстафета 4×100 м | 1-е        | 41,82     |